# Mamuśka (serial telewizyjny)
Mamuśka (ang. Mom) – amerykański sitcom wyprodukowany przez CBS. Pomysłodawcami serialu są Chuck Lorre i Eddie Gorodetsky. Miał premierę 23 września 2013. 23 marca 2017 CBS zamówiła piąty sezon serialu, 5 lutego 2019 ogłosiła przedłużenie serialu o kolejne dwa sezony - siódmy i ósmy, a dwa tygodnie później, że sezon dziewiąty nie powstanie, gdyż serial zakończy się wraz z sezonem ósmym.

## Fabuła
Christy, samotna matka, leczy się z uzależnienia od alkoholu. Po terapii chce poukładać swoje życie w Napa Valley, ale jednocześnie musi zmagać się ze swoją matką, która jest źródłem większości jej problemów.

## Obsada

### Główna
- Anna Faris jako Christy Jolene Plunkett
- Allison Janney jako Bonnie Plunkett, matka Christy
- Sadie Calvano jako Violet, cóka Christy i Butcha
- Blake Garrett Rosenthal jako Roscoe, syn Christy i Baxtera
- Nate Corddry jako Gabriel[5] (sezony 1-2), żonaty, były chłopak Christy
- Spencer Daniels jako Luke (sezony 1-2), były chłopak Violet
- Matt Jones jako Baxter, ojciec Roscoe
- French Stewart jako Rudy, szef kuchni w restauracji, gdzie pracuje Christy
- Mimi Kennedy jako Marjorie Armstrong−Perugian (od sezonu 2.), uczestniczka AA oraz znajoma Christy i Bonnie
- Jaime Pressly jako Jill Kendall (od sezonu 2.)[6], uczestniczka AA oraz znajoma Christy i Bonnie
- Beth Hall jako pielęgniarka „płaczliwa” Wendy Harris (od sezonu 2.)[5], uczestniczka AA oraz znajoma Christy i Bonnie
- William Fichtner jako Adam Janikowski (od sezonu 4.)[7], niepełnosprawny, były kaskader i nowa miłość Bonnie

### Role drugoplanowe / gościnne
- Justin Long jako Adam Henchy, były chłopak Christy
- Octavia Spencer jako Regina Tomkins, uczestniczka AA oraz znajoma Christy i Bonnie
- Kevin Pollak jako Alvin Lester Biletnikoff, ojciec Christy
- Zachary Stockdale jako Douglas Biletnikoff, przyrodni brat Christy (sezon 1)
- Chris Smith jako Douglas Biletnikoff, przyrodni brat Christy (sezon 2)
- Jordan Dunn jako Jackie Biletnikoff, przyrodni brat Christy (sezon 1)
- Clark Duke jako Jackie Biletnikoff, przyrodni brat Christy (sezon 2)
- Beverly D’Angelo jako Lorraine Biletnikoff, była żona Alvina
- Courtney Henggeler jako Claudia, była żona Gabriela
- Reggie de Leony jako Paul, kucharz i „wspólnik” Rudy'ego
- Sara Rue jako Candace, dziewczyna Baxtera
- Harry Hamlin jako Fred, Ojciec Candace (sezon 3)
- David Krumholtz jako Gregory Munschnick (sezon 2), były narzeczony Violet
- Ellen Burstyn jako Shirley Stabler (sezon 3), zmarła matka Bonnie i babcia Christy
- Jonny Coyne jako Victor Perugian, właściciel domu wynajmowanego przez Christy i drugi mąż Marjorie
- Emily Osment jako Jodi Hubbar (sezon 3), młoda narkomanka, której Christy i Bonnie chciała pomóc
- William Fichtner jako Adam Janikowski (sezon 3), nowa miłość Bonnie
- Wendie Malick jako Danielle Janikowski (sezon 4), niemal była żona Adama
- Leonard Roberts jako Ray Stabler (sezon 4), przyrodni brat Bonnie i wujek Christy; adwokat-gej
- Chris Pratt jako Nick (sezon 4) ,Siostrzeniec Marjorie

## Odcinki
| Sezon | Sezon | Odcinki | Oryginalna emisja    | Oryginalna emisja | Oryginalna emisja   | Oryginalna emisja    | Oryginalna emisja |
| Sezon | Sezon | Odcinki | Premiera sezonu      | Finał sezonu      | Premiera sezonu     | Finał sezonu         |                   |
| ----- | ----- | ------- | -------------------- | ----------------- | ------------------- | -------------------- | ----------------- |
|       | 1     | 22      | 23 września 2013     | 14 kwietnia 2014  | 1 grudnia 2013      | 2 stycznia 2015      |                   |
|       | 2     | 22      | 30 października 2014 | 30 kwietnia 2015  | 3 maja 2015         | 2 sierpnia 2015      |                   |
|       | 3     | 22      | 5 listopada 2015     | 19 maja 2016      | 15 listopada 2015   | 29 maja 2016         |                   |
|       | 4     | 22      | 27 października 2016 | 11 maja 2017      | 27 grudnia 2017     | 7 stycznia 2018      |                   |
|       | 5     | 22      | 2 listopada 2017     | 10 maja 2018      | 14 września 2018    | 1 października 2018  |                   |
|       | 6     | 22      | 27 września 2018     | 9 maja 2019       | 4 października 2019 | 21 października 2019 |                   |
|       | 7     | 20      | 26 września 2019     | 16 kwietnia 2020  | —                   | —                    |                   |